# Manuel Mora
Pas d'image ? Cliquez ici

a Compétitions nationales et continentales officielles uniquement.

b Matchs officiels uniquement.
Manuel Mora, né le 8 mars 1985 à Santander, est un joueur espagnol de rugby à XV qui évolue aux postes de deuxième ligne ou de troisième ligne.

## Biographie
Enfant, Manuel Mora s'essaye brièvement au rugby à l'âge de 11 ans. S'étant pris un coup lors de ses premiers entraînements, sa mère le retire du club. Il retourne alors jouer au football. Plus tard, il se lance dans l'aviron où il devient athlète professionnel au sein de la société sportive d'aviron Astillero. Mais la discipline demande beaucoup de sacrifice, et il « explose mentalement » à l'âge de 23 ans. Il laisse alors de côté l'aviron et revient au rugby, âgé de 24 ans. Il rejoint alors l'Independiente Rugby Club, club de sa ville de Santander. En cinq ans, il passe du niveau régional à la sélection nationale, obtenant sa première sélection en 2014. Son nouveau statut d'international lui ouvre les portes du Valladolid RAC, l'un des tout meilleurs clubs espagnols. Il rejoint ainsi l'effectif à l'intersaison 2014, et fait partie de l'équipe qui réalise une saison extraordinaire : il remporte les titres principaux espagnols : championnat, coupe et supercoupe.
En 2016, il décide de quitter l'Espagne pour tenter sa chance en France. Il rejoint le RO Agde en Fédérale 1 où il s'impose comme un titulaire. En deux saisons, il dispute 38 rencontres, dont 33 en tant que titulaire. Après son exil en France, il revient finalement dans sa ville natale, au sein de son ancien club, l'Independiente RC. Après deux saisons où il est titulaire, et où il s'affirme en équipe d'Espagne, il décide finalement de revenir à Agde, désormais en Fédérale 2, au sein d'« un club familial où [il se sent] chez [lui] ».
En 2022, il rentre en Espagne et rejoint le Real Ciencias Rugby Club.
Deux ans après son retour en Espagne, le 19 juin 2024, sa signature pour Ordizia Rugby Elkartea, une équipe de División de Honor, a été confirmée.

## Palmarès
- División de Honor 2014-2015
- Copa del Rey 2015
- Supercopa de España 2014, 2015

## Statistiques

### En sélection
| Année | Compétition       | Matchs | Points | Essais | Transf. | Drops | Pénal. |
| ----- | ----------------- | ------ | ------ | ------ | ------- | ----- | ------ |
| 2014  | Tbilissi Cup      | 3      | -      | -      | -       | -     | -      |
| 2015  | CEN D1 2014-2016  | 1      | -      | -      | -       | -     | -      |
| 2015  | Coupe des Nations | 2      | -      | -      | -       | -     | -      |
| 2016  | CEN D1 2014-2016  | 3      | -      | -      | -       | -     | -      |
| 2017  | Coupe des Nations | 2      | -      | -      | -       | -     | -      |
| 2018  | REC               | 1      | -      | -      | -       | -     | -      |
| 2019  | REC               | 4      | 5      | 1      | -       | -     | -      |
| 2019  | Tests             | 4      | -      | -      | -       | -     | -      |
| 2020  | REC               | 1      | -      | -      | -       | -     | -      |
| 2020  | Test              | 2      | -      | -      | -       | -     | -      |
| 2021  | REC 2020          | 1      | -      | -      | -       | -     | -      |
| 2021  | REC               | 5      | 10     | 2      | -       | -     | -      |
| 2021  | Test              | 1      | 5      | 1      | -       | -     | -      |
| 2022  | REC               | 5      | -      | -      | -       | -     | -      |
| 2022  | Test              | 2      | -      | -      | -       | -     | -      |
| 2023  | REC               | 3      | -      | -      | -       | -     | -      |
| Total | Total             | 40     | 20     | 4      | -       | -     | -      |

| Essai | Adversaire | Lieu                               | Compétition | Date             | Résultat | Score |
| ----- | ---------- | ---------------------------------- | ----------- | ---------------- | -------- | ----- |
| 1     | Allemagne  | Sportpark Höhenberg, Cologne       | REC 2019    | 17 mars 2019     | Victoire | 10-33 |
| 1     | Fidji      | Stade national complutense, Madrid | Test match  | 6 novembre 2021  | Défaite  | 13-43 |
| 2     | Russie     | Stade national complutense, Madrid | REC 2021    | 14 novembre 2021 | Victoire | 49-12 |